# Elisabeth Jeggle
Elisabeth Jeggle, née le 21 juillet 1947 à Untermarchtal, est une femme politique allemande. Elle est députée européenne de 1999 à 2014. Membre de la CDU, elle fait partie du groupe du Parti populaire européen.